# Мохамед Адуш
Мохамед Адуш (арап. حدوش محمد‎, 19. август 1984) је алжирски шаховски велемајстор. 

## Шаховска каријера
Адуш је представљао своју земљу на неколико шаховских олимпијада, укључујући 2008, 2010, 2012 и 2014.
Играо је на Светском шаховском купу 2017, где је изгубио од Динг Лирена у првом колу.